# De Cock en de dood in antiek
De Cock en de dood in antiek  is het eenenvijftigste deel in de detectiveserie De Cock van de Nederlandse auteur Appie Baantjer waarin rechercheurs Jurriaan 'Jurre' de Cock en Dick Vledder de moord oplossen op een antiquair die in zijn bedrijfspand is doodgestoken.

## Verhaal
Rechercheur De Cock bereidt zijn collega Dick Vledder voor op zijn vakantie in Barsingerhorn in het zomerhuis van zijn oud-collega Fred Berendsen. Nassa, zijn trouwe schnauzer, gaat mee. Vlak voor het einde van hun avonddienst komt Elisa van Oldekerke aangifte doen dat haar kostbare sarcofaag is gestolen bij antiquair Van Wateringen. Haar oudoom Pieter van Oldekerke heeft haar deze sarcofaag voor een ibis nagelaten, die geassocieerd wordt met de godheid Thot. Het veilinghuis De Hoop had haar geadviseerd een taxatie te laten verrichten bij antiquair Van Wateringen. Bij het verdelen van de erfenis heeft haar oudoom haar bewust met de sarcofaag bedeeld, omdat daar een vloek op zou rusten. Hij had zulks in een persoonlijke brief nog nader toegelicht. De twee rechercheurs gaan met Elisa in hun oude politie-Golf naar het bedrijfspand van antiquair Van Wateringen om de sarcofaag nader te bekijken, want de foto die Elisa geeft is erg onduidelijk. Het winkelpand blijkt op dit late tijdstip gewoon open. Op hun tocht naar de kelder, waar volgens Elisa de sarcofaag is opgeborgen, vinden ze een zwaargebouwde man met een stiletto in zijn rug. Elisa bevestigt desgevraagd dat het antiquair Van Wateringen is. De opgetrommelde politiefotograaf Bram van Wielingen is bekend met het slachtoffer, die hij een louche sujet noemt. Volgens lijkschouwer dokter Den Koninghe is de man nog geen uur dood. De moord lijkt gepleegd door iemand met een flink postuur en krachtige armen. Ze worden gestoord door een jonge vrouw, Helen van Haaksbergen, de weduwe van Arthur van Wateringen. Ze noemt spontaan haar ex-man als dader nadat ze van de stiletto in de rug verneemt, ene Iwan Terborch.
In de recherchekamer legt De Cock een en ander aan Dick Vledder uit. Door een beeldje in zijn etalage, een oesjabti, was Helen in contact gekomen met Arthur. Ondanks een leeftijdsverschil van 34 jaar trouwden ze. Dick Vledder heeft Elisa thuisgebracht en is de naam van de executeur-testamentair te weten gekomen, Pieter-Jan van Oldenkerke. Hun gesprek wordt gestoord door de binnenkomst van Cornelis van der Graft, werkzaam bij het veilinghuis De Hoop. Hij komt tot zijn eigen conclusie. Arthur heeft de sarcofaag bij een collega antiquair achtergelaten ter taxatie, die vervolgens Arthur doodstak en de sarcofaag zo in eigen bezit hield. Tijdens hun overleg over de te volgen strategie meldt Iwan Terborch zich bij de rechercheurs. Hij beschuldigt Arthur van de verkoop van prullen voor antiek. Hij leefde van bedrog. Rechercheur De Cock pakt hem hard aan wegens zijn onfatsoenlijk gedrag. Iwan vertelt dat Arthur weduwnaar was en twee zonen had, David en Evert. Hij kent David van hun gezamenlijke sportschool en laatstgenoemde verkondigt dat Helen op het vermogen van Arthur uit was. Rechercheur Vledder heeft tevergeefs een buurtonderzoek ingesteld naar een mysterieus telefoontje dat Helen naar het antiquariaat had gevoerd. De Cock vraagt zich af of het telefoontje ooit is gepleegd?
Terwijl Dick Vledder naar de sectie gaat, rijdt De Cock in de Volkswagen naar de sportschool om David te ondervragen. Laatstgenoemde verwijt zijn vader het huwelijk met Helen. Verder noemt hij een vierspan, vier bevriende antiquairs die elkaar af en toe opzoeken. Hij noemt zijn stiefmoeder openlijk als mogelijke dader, want ze heeft een krachtige eerste opslag bij tennis. Kracht genoeg voor een stiletto in de rug. Volgens afspraak haalt De Cock Dick Vledder op bij Westgaarde en tot de verbazing van laatstgenoemde is er geen schrammetje bijgekomen op de politie-Golf. De Cock riposteert nog nooit een aanrijding te hebben veroorzaakt. Terug aan de Warmoesstraat zit een lid van het vierspan te wachten, Adriaan Goederijke. Een anonieme man beschuldigt hem ten onrechte van diefstal van een sarcofaag en de moord op Arthur. Hij kent de sarcofaag en heeft Arthur geadviseerd naar antiquair Harfsen, lid van het vierspan aan het Linnaeushof te gaan. Terwijl de Cock en Dick Vledder elkaar bijpraten meldt de tweede zoon van Arthur, Evert van Wateringen, zich. Laatstgenoemde gunde zijn vader Arthur zijn Helen, maar was wel op zijn hoede. Helen bedroog zijn vader met haar ex-man Iwan Terborch! Ook de executeur-testamentair meldt zich bij de twee rechercheurs. De Cock krijgt desgevraagd de beschrijving uit het testament van de sarcofaag. De vloek hangt samen met de plundering van het graf van farao Toetanchamon. Een onbekende helper van de wereldberoemde Howard Carter en Lord Carnarvon zou de sarcofaag hebben gestolen. De vloek van het geschonden graf trof de twee wereldberoemde grafschenners. Ook enkele helpers werden slachtoffer van de vloek. Zijn oom wist terdege van de vloek. Tot slot meldt Pieter-Jan dat hij Elisa geschreven heeft dat de sarcofaag voor 2 miljoen gulden was verzekerd.
Na het vertrek van Pieter-Jan, heeft De Cock een moordtheorie die Dick Vledder onwelgevallig is. Elisa heeft het gedaan. Hun discussie wordt weer onderbroken door de binnenkomst van een ander lid van het vierspan, Eduard Harfsen. Ook hij had de verdwenen sarcofaag onder ogen gekregen. Hij had het object getaxeerd op 10.000 gulden. De Cock noemt ongelovig de verzekerde waarde van 2 miljoen. Na zijn vertrek debatteren De Cock en Vledder verder over het verschil tussen de verzekerde waarde en de taxatiewaarde. Dick Vledder komt nu tot de conclusie dat Elisa toch wel in beeld komt als verdachte, hoewel hij daar eerder niets van wilde weten. De Cock besluit dat het nu tijd is voor een cognackie bij Smalle Lowietje. Na enig getrek noemt Lowie Eduard Harfsen spontaan als een kunstheler. Terug aan het politiebureau meldt wachtcommandant Jan Kusters dat er een man is gevonden met een stiletto in de rug. De plaats delict is een kraakpand in de Marnixstraat naast de sportschool van David van Wateringen. De Cock beveelt de dienstdoend agent buiten goed op de junk in zijn politieauto te letten, die de moord heeft gerapporteerd. Op de plaats delict is de ervaren Jan Rozenbrand aanwezig. Het lijk heeft een stiletto in de rug en De Cock treft bovendien een oesjabti aan. De twee rechercheurs herkennen antiquair Adriaan Goederijke. Lijkschouwer Den Koninghe houdt het nu toch echt op een tennisspeler. Politiefotograaf Bram van Wielingen ziet tot zijn verbazing alweer zo'n beeldje. Gisteren zag hij pas bij het ontwikkelen ook zo'n beeldje staan naast de dode antiquair Van Wateringen. De Cock legt hem uit dat de beeldjes na de dood opdrachten van de goden aan de gestorvene uitvoeren. Rechercheur De Cock verlegt zijn aandacht naar de junk die het lijk heeft gevonden, Marijn van Slooten, die desgevraagd toegeeft een lang strafblad te hebben. Hij arresteert hem voor moord casu quo diefstal. De gestolen spullen blijken inmiddels in de politieauto te liggen. Portefeuille, portemonnee en een notitie.
Op het bureau leest De Cock Kraakpand Marnixstraat, in het handschrift van Adriaan. Hij legt uit aan Dick Vledder dat hij Marijn niet echt van moord verdenkt, maar dat hij het maximale uit deze dief wil halen in verband met de gepleegde moord. Vlak daarna beschuldigt Marijn David van Wateringen van de moord. De Cock verhoort hem enige tijd scherp en stuurt hem terug naar zijn politiecel. Na het verhoor legt hij Dick Vledder uit dat de moordenaar het beeldje bij zijn slachtoffer heeft gezet. De volgende ochtend is commissaris Buitendam in een goed humeur. Deze keer heeft De Cock snel de moordenaar gevonden. Maar laatstgenoemde legt moord casu quo diefstal nog eens uit. Want inmiddels is moord vervallen en blijft diefstal recht overeind. Hij gaat verder en legt uit dat dit een tactische arrestatie was, waar zijn chef die op onverklaarbare wijze commissaris is geworden niets van begrijpt. En De Cock gaat er weer uit. David van Wateringen meldt zich vrijwillig bij de twee rechercheurs om arrestatie te voorkomen. Hij had Adriaan Goederijke langs de sportschool zien lopen en vond hem met een stiletto in de rug in het kraakpand. Hij heeft geen oesjabti-beeldje gezien maar hij zegt wel dat zijn vader er een kist vol van had. Tot verbijstering van Dick Vledder laat De Cock David de recherchekamer uitwandelen. Vledder is opeens ontzettend boos op allerlei onwettige handelingen van zijn collega in eerdere opsporingszaken. De beide rechercheurs gaan nu eerst maar babbelen met Elisa van Oldekerke over een verzekerde waarde van 2 miljoen gulden. Maar De Cock krijgt geen vat op haar en ze wijst de twee rechercheurs op de vloek die op de sarcofaag rust. Twee doden is nog niet het einde. Ze kust De Cock op zijn wang ten afscheid. Terugwandelend krijgen de twee rechercheurs een diepgaand meningsverschil. De Cock raadt Dick Vledder aan op het hoofdbureau de telefoontaps te gaan beluisteren.
Terug aan de Warmoesstraat wacht weduwe Helen van Haaksbergen. De Cock zegt dat zwart haar goed staat. Maar hij mist nog steeds het telefoontje dat haar naar de plaats delict had gelokt. Helen vertelt dat Arthur inderdaad ooit voor een habbekrats een kist met oesjebti's had gekocht. Ze hield echt van Arthur en Iwan is een vreselijke man, die haar chanteerde tot hernieuwde gemeenschap. De Cock maakt persoonlijk proces-verbaal op en laat Helen ondertekenen. De teruggekeerde Dick Vledder is verbaasd over de administratieve vaardigheden van zijn collega en is in zijn nopjes. Dick Vledder heeft inderdaad het telefoongesprek opgespoord waarmee Adriaan naar het kraakpand was gelokt. De stem is helaas slecht herkenbaar. Maar de lokroep was een bronzen sarcofaag met een gestileerde Ibis. De Cock stelt dat Adriaan voor zijn eigen voordeel naar het kraakpand ging en zo zijn dood verdiende. Hij besluit vervolgens antiquair Eduard Harfsen te gaan waarschuwen. Maar zijn echtgenote vertelt dat hij met zijn motor op vakantie is gegaan. Maar ze heeft voor hem wel een spectaculaire aanbieding op het antwoordapparaat staan. De Cock draagt Vledder nu op met het bandje naar het hoofdbureau te gaan voor een stemvergelijking. Vervolgens moet Helen van Haaksbergen het bandje beluisteren en de telefoontap die Adriaan naar het kraakpand lokte.
Deze keer zet De Cock een val op in Medemblik. Fred Prins is er in hun politie-Golf. De Cock heeft een leenauto van het hoofdbureau. Antiquair Louis Bovenkerk wacht hier op zijn moordenaar met een ijzeren plaat op zijn rug. Hij is namelijk ingegaan op het aanbod van een bronzen sarcofaag met een gestileerde ibis. Maar de man met stiletto komt met een motor, en daar had De Cock niet op gerekend. De blokkade met twee auto's werkt niet. De motorrijder rijdt weg na Dick Vledder tegen de grond te hebben gegooid. De Cock pikt Appie Keizer op en rijdt de motorrijder achterna. Onderaan een dijk ligt de verkreukelde politie-Golf in een sloot. De auto met Prins en Vledder is daarin beland. De motorrijder blijkt Dick Vledder te hebben gered uit de sloot. Het is Cornelis van der Graft die hem niet wil laten verzuipen.
Op de nabespreking bij De Cock thuis is Dick Vledder aanwezig met een witte tulband op zijn hoofd. Hij is benieuwd wat hij te horen krijgt. Hij verkeerde in de mening dat de motorrijder antiquair Eduard Harfsen zou zijn. Appie Keizer en Fred Prins zijn al binnen. Laatstgenoemde is alweer aan het werk. Maar hun oude Golf heeft het waarschijnlijk niet overleefd. Ook Jan Rozenbrand is voor de cognacsessie uitgenodigd. De Cock vertelt dat Cornelis van der Graft is opgenomen in het Antonie van Leeuwenhoek Ziekenhuis. Hij zal binnen drie maanden aan een agressieve kanker overlijden. De Cock zal niet snel tot arrestatie overgaan. Cornelis kende zijn diagnose al een week of drie. Hij besloot een missie te gaan vervullen. Zijn grootvader Fredericus Gerardus van der Graft had zich destijds aangesloten bij Lord Carnarvon en Howard Carter. Hij verzamelde een kist vol grafbeeldjes, oesjabti's en smokkelde die naar Nederland. Hij verdronk in de Zuiderzee. Zijn kleinzoon erfde decennia later het huis van zijn opa en zijn kunstschatten. Hij belandde in de tentakels van het vierspan die de een na de ander verklaarden dat zo'n beeldje niet veel waard was. De hele kist verdween voor een habbekrats naar Arthur van Wateringen. Later werd Cornelis veilingmeester in het veilinghuis De Hoop en kwam daar het vierspan weer tegen. Een jonge vrouw erfde een sarcofaag en kwam bij hem in het veilinghuis. Cornelis stuurde haar richting het vierspan. Inmiddels had hij gehoord niet meer lang te zullen leven. Cornelis vervalste de sleutel van de winkel van Arthur en stal de sarcofaag. Daarna vermoordde hij Arthur en zette een oesjebti bij het lijk. Bovendien nam hij er nog een paar mee uit de kist. Hij belde Helen van Haaksbergen over de ambulancewagen voor de deur. Bij de moord op Adriaan Goederijke werd hij gestoord, zodat hij pas later een beeldje bij het lijk kon zetten. De beeldjes en de telefoontap hebben De Cock op het spoor van Cornelis gebracht. Als iedereen weg is wil mevrouw De Cock weten waar de sarcofaag is gebleven. De Cock rekent het tot zijn plicht om te zorgen dat Cornelis dat geheim in zijn graf meeneemt.
De Cock is een enkele dag later op de begrafenis op Zorgvlied van Adriaan van Wateringen. Hij komt daar zijn weduwe tegen. De twee zoons zijn er niet. Maar de weduwe heeft uit de kist 10 oesjabti-beeldjes in zijn doodskist gestopt.

## Voetnoot
1. ↑  De Cock gebruikt 'casu quo' hier in de omstreden betekenis 'of'
2. ↑  Zie voor de andere juiste taalkundige opvatting van commissaris Buitendam, prof.dr.E.I.Kipping in het lemma 'casu quo'.
3. ↑  Dick Vledder schrikt en zegt al eerder zoiets te hebben meegemaakt. Lees het verhaal: De Cock en de dode harlekijn.